# Charles Bridges
Charles Bridges (Northamptonshire, 2 aprile 1672 – Barton Seagrave, 18 dicembre 1747) è stato un pittore britannico. Fu il primo pittore di un certo valore a lavorare in Virginia.

## Biografia

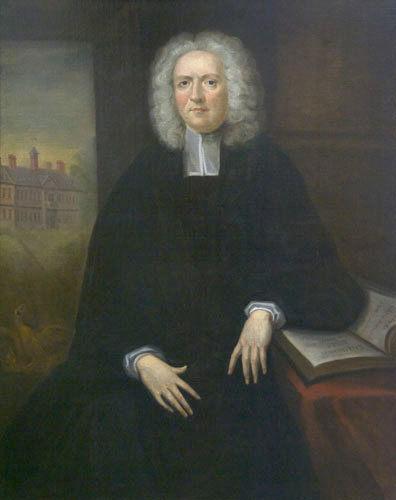
Ritratto di James Blair

Nato nel 1672, da giovane si trasferì a Londra e nel 1687 sposò Alice Flower, da cui ebbe un figlio e due figlie. A Londra incominciò la carriera di pittore ritrattista.
Nel 1735 Bridges, probabilmente rimasto vedovo, si trasferisce dall'Inghilterra a Williamsburg, nella colonia della Virginia, con raccomandazioni da parte di Thomas Gooch, vescovo di Ely, e Edmund Gibson, vescovo di Londra. In Virginia eseguì ritratti di alcuni personaggi di spicco, come Alexander Spotswood, ex governatore della colonia, e James Blair, presidente del College di William e Mary.
Nel 1737 si stabilisce nella contea di Hanover. Vi resterà fino al 1744, quando farà ritorno in Inghilterra. Morì a Barton Seagrave il 18 dicembre 1747.